# Ludwigshafener Sametfabrik
Die Mechanische Baumwollspinnerei und Weberei Ludwigshafen am Rhein , kurz Ludwigshafener Samtfabrik genannt, wurde von 1855 bis 1857 in Oggersheim, Rheinland-Pfalz errichtet. Nach anfänglichen Problemen in der Produktion und zwischenzeitlichem wirtschaftlichen Erfolg geriet die Samtfabrik 1865 infolge Rohstoffmangels (Baumwollkrise), ausgelöst durch den amerikanischen Bürgerkrieg, in Insolvenz. 1871 löste ein Streik in der Fabrik die Gründung der ersten ADAV-Ortsgruppe in der Pfalz aus. Um die Jahrhundertwende wurde die Fabrik von der Mechanischen Weberei zu Linden übernommen. Nach dem Stillstand im Ersten Weltkrieg wurde die Produktion wieder aufgenommen. Die Wirtschaftskrise in den 1930er Jahren und schließlich die Stilllegung und Bombardierung im Zweiten Weltkrieg brachten das endgültige Ende der Produktion.

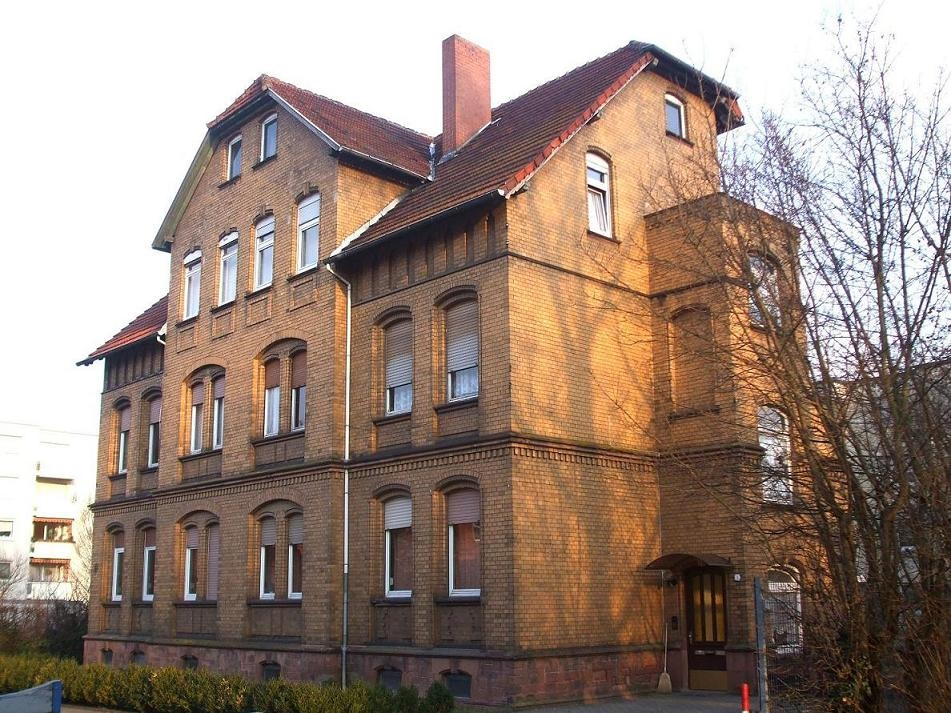
Letztes Gebäude der Weberei Oggersheim

## Gründungsphase
An der Stelle, an der sich bis 1794 die Gartenanlagen des Oggersheimer Schlosses befunden hatten, wurde am 18. Juli 1855 mit dem Bau der Samtfabrik begonnen. Ein Jahr später legte der 1848 abgedankte König Ludwig I. von Bayern, Namensgeber Ludwigshafens, zusammen mit seiner Schwester, der österreichischen Kaiserwitwe Karoline Auguste, und seinen Töchtern Mathilde und Alexandra einen Eckstein für die neue Fabrik. Die Bahnlinie (Mainz–)Worms–Ludwigshafen war bereits 1853 in Betrieb gegangen. Die Aktiengesellschaft wurde mit einem Aktienkapital von 1,2 Millionen Gulden gegründet. Der erste Geschäftsführer war der Großhändler Johann Friedrich Kaufmann aus Ludwigshafen, sein Stellvertreter der Kaufmann Reinhold Glö(c)klen aus Mannheim. Im Jahr 1857 nahm die Fabrik ihren Betrieb auf. Als technischer Direktor stand Friedrich Wilhelm Heller der Firma vor. Die Spinnerei und Weberei wurde durch mehrere Dampfmaschinen betrieben, die unter anderem von der Firma Gebr. Sulzer hergestellt wurden.
Im Jahr 1859 klagte der Fischer Elias Vetter und weitere Bürger aus Roxheim gegen den Bayerischen Staat als Konzessionsgeber der Firma und als Verpächter der Fischereirechte wegen der Verunreinigung des Altrheins durch Ableitungen des Färbereibetriebes der Sametfabrik in den Altrheingraben, infolge dessen Fische und Fischbrut abgestorben seien.
Ernst Otto Mendius war um 1860 Direktor der Samtfabrik. Er gründete 1860 für die Beschäftigen der Firma den Gesangverein Frohsinn, der sich 1867 von der Firma selbstständig machte.

## Insolvenzverfahren und Streiks
Der Amerikanische Bürgerkrieg von 1861 bis 1865 verschärfte die Wirtschaftskrise (Baumwollkrise) und führte zu Massenentlassungen und zum Produktionsrückgang in der Sametfabrik. Im März 1865 stellte die Firma ihre Zahlungen ein und das Bezirksgericht Frankenthal eröffnete ein Fallimentsverfahren (Insolvenzverfahren). Als Syndiker (vorläufige Insolvenzverwalter) wurden der Untergerichtssekretär Josef Ruppertshoven-Boll und der Kaufmann Martin Marx bestimmt. Folgend wurde vom Verwaltungsrat der Aktiengesellschaft als neuer provisorischer Geschäftsführer Martin Marx und als provisorischer Kontrolleur der Kaufmann Georg Frisch bestimmt. 1871 streikten die 650 Arbeiterinnen und Arbeiter unter Führung von Josef Queva für kürzere Arbeitszeiten und mehr Lohn; es kam zur Gründung eines Ortsvereins des ADAV.

## Konsolidierungsphase
Nach dem Tode von Martin Marx übertrug der Verwaltungsrat Anfang 1874 dem bisherigen Kontrolleur Georg Frisch die Geschäfte des ersten Direktors und wählte zum zweiten Direktor Friedrich Marx, Kaufmann aus Mannheim und Sohn von Martin Marx.
Direktor Dietz ließ die Einrichtung der Spinnerei erneuern. Unter den Direktoren Dietz und Frisch musste die Fabrik 1882/83 aufgrund des großen Hochwassers (Dammbruch des Rheindammes bei Oppau) für fünf Wochen die Arbeit einstellen. Die Firma unterstützte mit der Verwaltung der Baukasse und Mitarbeit im Vorstand des Evangelischen Krankenpflegevereins den Bau des evangelischen Schwesternhauses und der evangelischen Kleinkindschule in der Bahnhofstraße, der quasi als Betriebskindergarten fungierte. Andreas Döring war in dieser Zeit auch Fabrikdirektor.

## Zweigwerk der Mechanischen Weberei zu Linden
Im Jahr 1902 wurde die Fabrik vom Konkurrenten der Mechanischen Weberei zu Linden nach Auszahlung der Teilhaber übernommen. Im Jahr zuvor war das Hauptgebäude, die Spinnerei, abgebrannt. 1917 stand der Betrieb still; die Firma diente als Lager für Zwangsarbeiter und für das Eisenbahnerbataillon, das die Bahnstrecke von Oggersheim zum Oppauer Werk der BASF bauten. Von 1918 bis 1919 waren dort französische Truppen stationiert. 1920 wurde die Produktion wieder aufgenommen mit einer Belegschaft von 365 Frauen und 60 Männern. Eine Halle diente als Ausweichstätte für die 1860 gegründete Eisengießerei Johannes Roth mit 70 Beschäftigten.
Im Jahr 1942 wurde die Fabrik als nicht kriegswichtig stillgelegt. In den Fabrikhallen produzierte nun die Firma Pollux Granaten, I.G. Farben, Halberg und Knoll lagerten in den Firmenhallen Waren. Die Fabrikgebäude wurden jedoch am 24. April 1944 durch Luftangriffe bis auf einen Schornstein und einige Büro- und Wohngebäude des Direktors Philipp Schumann völlig zerstört. Die Mechanischen Weberei zu Linden machte daher beim Kriegsschadensamt drei Millionen Mark geltend, der Gesamtschaden wurde mit fünf Millionen Mark veranschlagt.

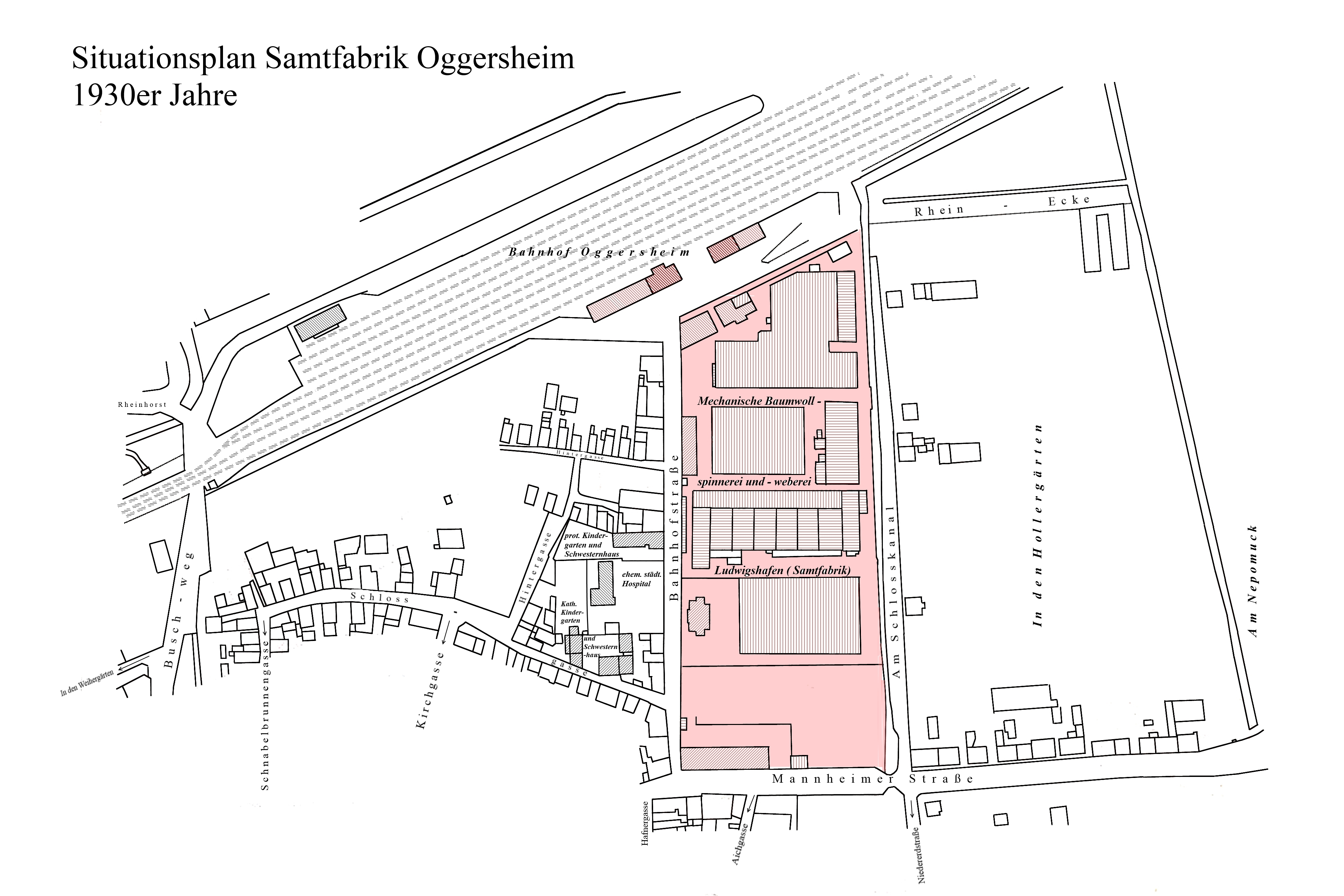
Situationsplan der Weberei Oggersheim 1930er Jahre bis 1944

Im Jahr 1957 diskutierte der neu eingerichtete Ortsbeirat – 100 Jahre nach der Inbetriebnahme der Weberei – Vorschläge, die Fabrik wiederzurichten oder einen Park in Erinnerung an die kurfürstlichen Schlossgärten anzulegen. Schließlich entschied die Wohnungsnot und mangelndes wirtschaftliches Interesse der Weberei zur Linden, dass das Ruinengelände mit Mehrfamilienhäusern bebaut und ein kleiner angrenzender Park Josef-Queva-Park benannt wurde.

## Beschäftigte in der Sametfabrik Ludwigshafen
Berühmtester Arbeiter der Fabrik war der gelernte Bäcker und Mitbegründer des Allgemeinen Deutschen Arbeitervereins der Pfalz Josef Queva, der wie seine Geschwister in der Fabrik arbeitete.
| Jahr | Beschäftigte | Frauenanteil |
| ---- | ------------ | ------------ |
| 1857 | 100          | k. A.        |
| 1858 | 400          | k. A.        |
| 1860 | 1000         | k. A.        |
| 1861 | 800          | k. A.        |
| 1862 | 400          | k. A.        |
| 1871 | 650          | k. A.        |
| 1884 | 750          | 56 %         |
| 1886 | 546          | 46 %         |
| 1888 | 522          | 55 %         |
| 1920 | 425          | 87 %         |